# レミパン
レミパンは、料理愛好家・平野レミが監修するフライパンシリーズの総称である。深型形状と自立する蓋を主な特長とし、2016年には、フライパンの取手にキッチンツールを一時置きできる機能を追加した「レミパンプラス」が登場した。

## 概要
2001年に、平野レミ監修のもと株式会社オダジマより発売。直径24cmの「レミパン」に加え、直径20cmの「ピコレミパン」もラインナップ。
2016年には、プロダクトデザイナー・柴田文江が設計を行ったモデル「レミパンプラス」が登場。既存の機能に加え、キッチンツールをハンドルに置ける新機能を搭載。2016年にグッドデザイン賞、ならびに人間中心設計推進機構によるHCDベストプラクティス賞（最優秀賞）・人間工学グッドプラクティス賞（優秀賞）を受賞している。

## 特徴

### レミパン
雑誌「女性自身」には、以下の特徴が書かれている。
- 直径24cm。
- 焼く、蒸す、揚げる、煮る、炒める、炊くの6役をこなせる。
- 高密度3層ふっ素コートで傷つきにくい。
- 熱伝導にすぐれたアルミ鋳造なので、調理時間が節約できる。
- ふたに水差し口があるので、ふたを開けなくても差し水ができる。

### レミパンプラス
雑誌「MonoMax」には、以下の特徴が書かれている。
- 直径24cm。軽量。
- 調理中、専用ツールがフライパンのハンドルに一時置きできる他、ガラス蓋の取手にもツールが置けるため、フタをして調理するときにもツールの置き場に困らない。
- フライパンひとつで多彩な料理ができる（煮る、炒める、炊く、蒸す、焼く、揚げるなど）
- フッ素コーティングを6層に渡りコーティングしているため、耐久性に優れているので、長く使い続けられる。
- 熱伝導率の高い、アルミ鋳造製なので、手早く調理ができる。
- IHクッキングヒーターなど、様々な電磁調理器に対応。
- 水滴をこぼさない、自立するフタ。
- フタには蒸気穴が装備され、吹きこぼれを防止。

## 開発秘話

### レミパンプラス
2014年、キッチンブランド「remy」の立ち上げを期に、もう一度レミパンを発明し直すことはできないか、という想いから生まれた。開発にあたっては、「レミパン」ユーザーへのインターネット調査や、主婦や飲食店のシェフへのインタビュー、ウェアラブルカメラをつかって実際の調理中の行動を観察するなどの、様々な調査が行われた。キッチンツールがハンドルにおける機能は、こういった調査のもと、「キッチンツールの一時置きの場所がない」という、ユーザーの隠れた不満をもとに考案された。開発着手から3年、2016年に完成。プロダクトデザイナーは柴田文江。

## 販売店舗
東急ハンズ、ロフト(雑貨店)、全国主要百貨店、remy公式サイト他。

## その他
- レミパンが10周年を迎えた2011年には、アニバーサリーレミパンが発売された[11]。
- タカラトミーからは、レミパン及びレミパンプラスをミニチュア化したカプセルトイ「平野レミ ハッピー♪レミごはん」が発売された[12]。
- 2017年2月に発売された、水曜日のカンパネラの1stアルバム「SUPERMAN」に収録されている「チャップリン」という曲の歌詞には、「レミパン」が登場している[13]。